# Metastomatopora bugei
Metastomatopora bugei är en mossdjursart som beskrevs av Moyano 1991. Metastomatopora bugei ingår i släktet Metastomatopora och familjen Stomatoporidae. Inga underarter finns listade i Catalogue of Life.